# Абдулов, Иван Филиппович
Ива́н Фили́ппович Абду́лов (1922, д. Шумиха, Кузнецкий уезд, Ново-Николаевская губерния, РСФСР — 11 марта 1943, окрестности г. Люботин, Харьковский район, Харьковская область, СССР) — Герой Советского Союза, участник Великой Отечественной войны, снайпер.

## Биография
Родился в 1922 году в крестьянской семье в деревне Шумиха (4 ноября 1974 года деревня Шумиха объединена с деревней Береговая Кемеровского района). Русский.
Окончил начальную школу, работал в колхозе трактористом. Кандидат в члены ВКП(б).
В Красной Армии с декабря 1941 года. С 1942 года на фронте.
Снайпер 849-го стрелкового полка (303-я стрелковая дивизия, 3-я танковая армия, Воронежский фронт) ефрейтор Иван Абдулов в оборонительных боях истребил двести девяносто восемь гитлеровцев, в том числе пять снайперов и одиннадцать офицеров. Обучил снайперскому делу двадцать семь человек.
11 марта 1943 года в районе города Люботин Харьковской области, попав в окружение, отважный снайпер заменил раненого командира. Противотанковыми гранатами подбил два танка. Погиб в этом бою.
Указом Президиума Верховного Совета СССР от 26 октября 1943 года за образцовое выполнение боевых заданий командования на фронте борьбы с немецкими захватчиками и проявленные при этом мужество и геройство ефрейтору Абдулову Ивану Филипповичу посмертно присвоено звание Героя Советского Союза.
Похоронен в братской могиле в Центральном парке города Люботин.

## Награды
- Медаль «Золотая Звезда» Героя Советского Союза
- Орден Ленина
- Орден Красной Звезды

## Увековечивание памяти
- На здании школы, где учился Иван Филиппович Абдулов, установлена мемориальная доска.
- В родном селе Ивана Филипповича Абдулова названа улица в честь него.
- Долгое время имя Героя носила пионерская дружина.
- В самом центре города Люботин установлен памятный обелиск.